# Amedeo Polledri
Amedeo Polledri (* 19. Februar 1890 in Paris; † 6. Oktober 1918 in Taliedo) war ein italienischer Bahnradsportler.
Amedeo Polledri wurde als Sohn italienischer Eltern in Paris geboren und wuchs dort auch auf, abgesehen von wenigen Jahren, die er sich zwischendurch in Italien aufhielt. Seine ersten Radrennen fuhr er im Prinzenparkstadion. 1912 und 1914 wurde Amedeo Polledri italienischer Meister im Sprint. Im Januar 1913 startete er beim Sechstagerennen von Paris, gab jedoch auf. Im Ersten Weltkrieg war er ab 1916 als Pilot aktiv. Wenige Wochen vor Kriegsende 1918 kam er bei einem Testflug in der Nähe des Flughafens von Taliedo (heute zu Mailand gehörig) ums Leben.